# Jerzy Frołów
Jerzy Frołów  (ur. 21 września 1951) – polski koszykarz występujący na pozycjach obrońcy, reprezentant Polski.

## Kariera sportowa
Karierę rozpoczął w Śląsku Wrocław, w ekstraklasie debiutował w sezonie 1969/1970, pojedynczy występ dał mu udział w tytule mistrza Polski, w 1971 wywalczył brązowy medal mistrzostw Polski, w 1972 wicemistrzostwo Polski. W 1972 odszedł do II-ligowej Legii Warszawa i wywalczył z nią awans do I ligi. W 1974 powrócił do Śląska i w 1977 zdobył kolejne mistrzostwo Polski. W 1977 odszedł do III-ligowej drużyny AZS-AWF Wrocław i w 1978 wywalczył z nią awans do II ligi. Jego drużyna nie utrzymała się jednak na tym szczeblu rozgrywek, a on sam odszedł do I-ligowego Zagłębia Sosnowiec. Po jednym sezonie gry w Sosnowcu przeszedł do wrocławskiej Gwardii, gdzie zakończył karierę w 1983.
Był reprezentantem Polski seniorów, wystąpił na mistrzostwach Europy w 1971, gdzie jego drużyna zajęła 4 miejsce. Przed końcem tego turnieju został jednak relegowany z drużyny za niesubordynację.

## Osiągnięcia
Klubowe
- 2-krotny mistrz Polski (1970, 1977)
- Wicemistrz Polski (1972)
- 2-krotny brązowy medalista mistrzostw Polski (1971, 1983)
- 3-krotny zdobywca Pucharu Polski (1971, 1972, 1977)
- Awans do I ligi z Legią Warszawa (1973)

Reprezentacja
- Brąz turnieju Alberta Schweitzera U–18 (1969 – Mannheim)